# Йоганн Айгенштіллер
Йоганн Айгенштіллер (нім. Johann Eigenstiller, 17 червня 1943 — 28 березня 2025) — австрійський футболіст, що грав на позиції захисника, зокрема за «Ваккер» (Інсбрук), а також національну збірну Австрії.

## Клубна кар'єра
У дорослому футболі дебютував 1961 року виступами за команду «Форвартс-Штайр», в якій провів один сезон.
Згодом з 1962 по 1969 рік грав у складі команд «ВОЕСТ Лінц», «Ваккер» (Інсбрук) та «Рапід» (Відень).
1970 року повернувся до інсбруцького «Ваккера», де провів наступні сім сезонів, після чого завершив кар'єру гравця.

## Виступи за збірну
1967 року дебютував в офіційних матчах у складі національної збірної Австрії. Протягом наступних дев'яти років провів у її формі 37 матчів.

## Кар'єра тренера
Завершивши 1977 року ігрову кар'єру, залишився у системі клубу «Ваккер» (Інсбрук), де наступного року був головним тренером команди.

## Статистика виступів

### Статистика виступів за збірну
| Дата       | Місто           | Господарі      | Результат | Гості     | Турнір            | Голи | Примітки |
| ---------- | --------------- | -------------- | --------- | --------- | ----------------- | ---- | -------- |
| 6-9-1967   | Відень          | Австрія        | 1 – 3     | Угорщина  | товариський матч  | -    |          |
| 24-9-1967  | Відень          | Австрія        | 2 – 1     | Фінляндія | Відбір до ЧЄ 1968 | -    |          |
| 4-10-1967  | Пірей           | Греція         | 4 – 1     | Австрія   | Відбір до ЧЄ 1968 | -    |          |
| 15-10-1967 | Відень          | Австрія        | 1 – 0     | СРСР      | Відбір до ЧЄ 1968 | -    |          |
| 5-11-1967  | Відень          | Австрія        | 1 – 1     | Греція    | Відбір до ЧЄ 1968 | -    |          |
| 1-5-1968   | Лінц            | Австрія        | 1 – 1     | Румунія   | товариський матч  | -    |          |
| 16-6-1968  | Санкт-Петербург | СРСР           | 3 – 1     | Австрія   | товариський матч  | -    |          |
| 22-9-1968  | Берн            | Швейцарія      | 1 – 0     | Австрія   | товариський матч  | -    |          |
| 13-10-1968 | Відень          | Австрія        | 0 – 2     | ФРН       | Відбір до ЧС 1970 | -    |          |
| 6-11-1968  | Глазго          | Шотландія      | 2 – 1     | Австрія   | Відбір до ЧС 1970 | -    |          |
| 10-11-1968 | Дублін          | Ірландія       | 2 – 2     | Австрія   | товариський матч  | -    |          |
| 19-4-1969  | Нікосія         | Кіпр           | 1 – 2     | Австрія   | Відбір до ЧС 1970 | -    |          |
| 23-4-1969  | Рамат-Ган       | Ізраїль        | 1 – 1     | Австрія   | товариський матч  | -    |          |
| 27-4-1969  | Гзіра           | Мальта         | 1 – 3     | Австрія   | товариський матч  | -    |          |
| 10-5-1969  | Нюрнберг        | ФРН            | 1 – 0     | Австрія   | Відбір до ЧС 1970 | -    |          |
| 26-5-1971  | Стокгольм       | Швеція         | 1 – 0     | Австрія   | Відбір до ЧЄ 1972 | -    |          |
| 30-5-1971  | Дублін          | Ірландія       | 1 – 4     | Австрія   | Відбір до ЧЄ 1972 | -    |          |
| 11-7-1971  | Сан-Паулу       | Бразилія       | 1 – 1     | Австрія   | товариський матч  | -    |          |
| 4-9-1971   | Відень          | Австрія        | 1 – 0     | Швеція    | Відбір до ЧЄ 1972 | -    |          |
| 10-10-1971 | Лінц            | Австрія        | 6 – 0     | Ірландія  | Відбір до ЧЄ 1972 | -    |          |
| 20-11-1971 | Рим             | Італія         | 2 – 2     | Австрія   | Відбір до ЧЄ 1972 | -    |          |
| 8-4-1972   | Брно            | Чехословаччина | 2 – 0     | Австрія   | товариський матч  | -    |          |
| 30-4-1972  | Відень          | Австрія        | 4 – 0     | Мальта    | Відбір до ЧС 1974 | -    |          |
| 10-6-1972  | Відень          | Австрія        | 2 – 0     | Швеція    | Відбір до ЧС 1974 | -    |          |
| 15-10-1972 | Відень          | Австрія        | 2 – 2     | Угорщина  | Відбір до ЧС 1974 | -    |          |
| 25-11-1972 | Гзіра           | Мальта         | 0 – 2     | Австрія   | Відбір до ЧС 1974 | -    |          |
| 29-4-1973  | Будапешт        | Угорщина       | 2 – 2     | Австрія   | Відбір до ЧС 1974 | -    |          |
| 13-6-1973  | Відень          | Австрія        | 1 – 1     | Бразилія  | товариський матч  | -    |          |
| 26-9-1973  | Лондон          | Англія         | 7 – 0     | Австрія   | товариський матч  | -    |          |
| 27-11-1973 | Гельзенкірхен   | Австрія        | 1 – 2     | Швеція    | Відбір до ЧС 1974 | -    |          |
| 27-3-1974  | Роттердам       | Нідерланди     | 1 – 1     | Австрія   | товариський матч  | -    |          |
| 1-5-1974   | Сан-Паулу       | Бразилія       | 0 – 0     | Австрія   | товариський матч  | -    | кап.     |
| 8-6-1974   | Відень          | Австрія        | 0 – 0     | Італія    | товариський матч  | -    | кап.     |
| 4-9-1974   | Відень          | Австрія        | 2 – 1     | Уельс     | Відбір до ЧЄ 1976 | -    | кап.     |
| 13-11-1974 | Стамбул         | Туреччина      | 0 – 1     | Австрія   | товариський матч  | -    | кап.     |
| 16-3-1975  | Люксембург      | Люксембург     | 1 – 2     | Австрія   | Відбір до ЧЄ 1976 | -    | кап.     |
| 2-4-1975   | Відень          | Австрія        | 0 – 0     | Угорщина  | Відбір до ЧЄ 1976 | -    |          |
| Усього     |                 | Матчів         | 37        |           | Голів             | 0    |          |